# Tinocallis platani
Espèce
Synonymes
- Tinocallis (Eotinocallis) platani
- Aphis platanicola (Walker, 1848)
- Callipterus elegans (Koch, C.l., 1855)
- Callipterus platani (Kaltenbach, 1843)
- Lachnus platani (Kaltenbach, 1843)
- Myzocallis pulchellus (Glendenning, 1929)
- Tinocallis pulchellus (Glendenning, 1929)

Tinocallis platani est une espèce d'insectes de l'ordre des hémiptères, de la super-famille des Aphidoidea (pucerons), de la famille des Aphididae, de la sous-famille des Calaphidinae, de la tribu des Panaphidini et de la sous-tribu des Panaphidina.
Il s'agit de l'espèce type du sous-genre Eotinocallis.
On la trouve en Europe et en Amérique du Nord.